# Harpactea globifera
Harpactea globifera là một loài nhện trong họ Dysderidae.
Loài này thuộc chi Harpactea. Harpactea globifera được Eugène Simon miêu tả năm 1910.